# Grå härmtrast
Grå härmtrast (Toxostoma cinereum) är en fågel i familjen härmtrastar inom ordningen tättingar. Den förekommer endast på halvön Baja California i västra Mexiko. Trots den begränsade utbredningen anses beståndet vara livskraftigt.

## Utseende och läte
Härmtrastar är långstjärtade fåglar med långa ben och slanka näbbar. Grå härmtrast är relativt stor (24–26,5 cm) med en lång och något nedåtböjd näbb. Fjäderdräkten är på ovansidan brungrå till brunaktig, mot övergump och övre stjärttäckarna mer kanelbrum, medan undersidan är vitaktig med täta ovala svartaktiga fläckar. Näbb och ben är gråfärgade, men ögonen är bjärt guldgula.
Sången beskrivs som högljudd och rätt gnisslig med många fraser som upprepas två eller tre gånger. Bland lätena hörs ett rullande ljud som engelska återges som ”whirr-rr-rr” eller ”chirr-rri-rrit” och ett barskt ”chrek”.

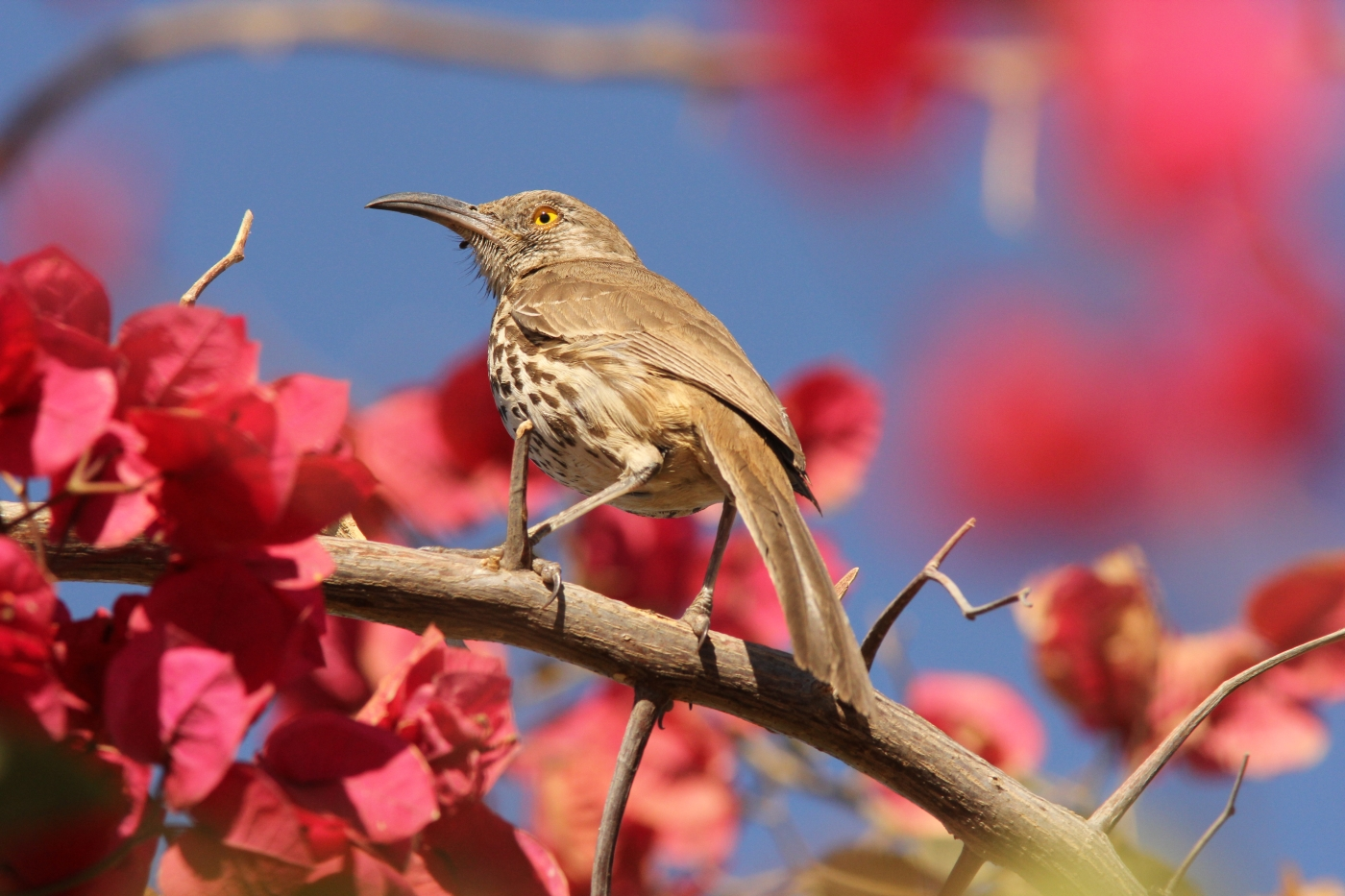

## Utbredning och systematik
Grå härmtrast förekommer enbart på Baja California i Mexiko och delas in i två underarter med följande utbredning:
- Toxostoma cinereum mearnsi – buskskog i ökenområden i västra Baja California (latitud 31° N till 28° N)
- Toxostoma cinereum cinereum – Los Cabos i Baja California Sur (söder om latitud 28° N)

## Levnadssätt
Grå härmtrast hittas i torra och öppna buskmarker, framför allt med inslag av kaktus. Födan är dåligt känd, men den har noterats ta leddjur och olika sorters kaktusfrukter (’’Opuntia’’, ’’Pereskiopsis’’, ’’Wilcoxia’’).

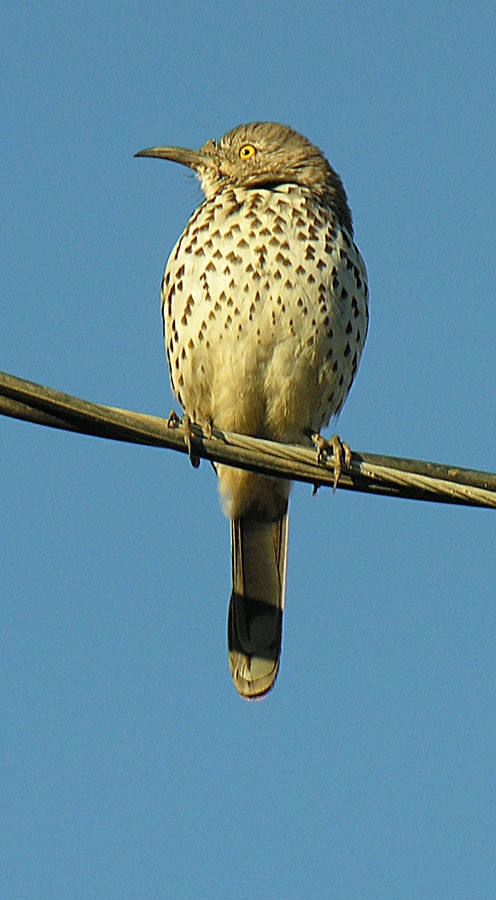

### Häckning
Grå härmtrast häckar mars–april i norr, i söder från maj till mitten av juli. Boet är en kraftig skål som placeras cirka 1,5–3 meter upp i en kaktus, törnbuske eller ett träd. Däri lägger den två till fyra blåvita till blågröna ägg med rödbruna och grå fläckar.

## Status
Fågeln har en relativt liten världspopulation uppskattad till mellan 20 000 och 50 000 individer, men beståndet verkar vara stabilt. IUCN kategoriserar arten som livskraftig.